# Bob Dunn
Robert Lee Dunn (Braggs (?), Oklahoma, 5 februari 1908 – Houston, 27 mei 1971) was een Amerikaans jazz-trombonist en een invloedrijke bespeler van de steelgitaar. Hij is de eerste muzikant die met een elektrisch versterkt instrument op plaat is opgenomen. Dat gebeurde met het orkest Milton Brown and His Musical Brownies, in januari 1935. Door zijn pionierswerk is de elektrisch versterkte steelgitaar niet meer weg te denken uit de country-muziek.
Dunns vader was vioolspeler. Op jonge leeftijd kreeg hij interesse in Hawaï-muziek en leerde later de steelgitaar spelen, waarbij hij de speelstijl van de Texaanse trombonist Jack Teagarden in zijn eigen stijl toepaste. Op een gegeven moment versterkte hij het geluid van de steel guitar, iets dat hij had afgekeken van een straatmuzikant in New York. In 1934 ontmoette hij zanger en bandleider Milton Brown en werd lid van diens Musical Brownies. Met de groep maakte hij meer dan negentig opnames voor Decca Records, Dunn was met zijn elektrisch versterkte steelgitaar mede-bepalend voor het geluid. Dunn was de eerste wiens elektrisch versterkte instrument op plaat werd vastgelegd: hij zou al snel gevolgd worden door andere musici, zoals gitarist Eddie Durham.
Na de dood van Brown speelde Dunn in verschillende groepen, waaronder de band van Cliff Bruner. Tevens had hij een eigen groep, de Vagabonds (een voortzetting van Bruners groep), met wie hij in 1939 opnames maakte. Tijdens de oorlog speelde hij in de Amerikaanse marineband. Hij studeerde muziek aan de Southern College of Fine Arts en had tot kort voor zijn overlijden een muziekzaak in Houston.
Dunn werd in 2013 opgenomen in de Oklahoma Music Hall of Fame.

## Discografie
- Western Swing Chronicles, volume 5, Bob Dunn: Master of the Electric Steel Guitar (1935-1950), Origin Jazz Library